# ウィリー・ホール (アメリカンフットボール)
ウィリー・ホール（Willie Hall 1949年9月29日- ）はジョージア州モントローズ出身のアメリカンフットボール選手。ポジションはラインバッカー。

## 経歴
ジョージア州モントローズで生まれた後、一家とともにコネチカット州ニューブリテンに移った。高校ではやり投、砲丸投も行っている。メジャーカレッジには進学できずに、アリゾナウェスタン大学に進学、1969年のナショナルジュニアカレッジ選手権で、北オクラホマ農工大学に敗れた。ホールはその試合でジョン・マッケイの目に止まり、USCに編入した。
1970年のノートルダム大学戦では8タックルをあげるとともに、相手QBジョー・サイズマンを追い回し、勝利に貢献した。1971年、チームは不振だったが、パシフィック8カンファレンスのオールチームに選ばれている。また1971年の東西対抗試合、1972年のシニアボウル、NFLのディフェンディングチャンピオンとのカレッジオールスターとのプレシーズンゲームのメンバーにも選ばれたが、怪我のためシニアボウルと上記プレシーズンゲームは欠場している。
1972年のNFLドラフトの2巡でニューオーリンズ・セインツに指名されたが、怪我の影響から2シーズン満足にプレーすることができずチーム成績も低迷した。1973年シーズン終了後、フリーエージェントとなった。
1975年の開幕直前にオークランド・レイダースと契約、ジェラルド・アイアンズから先発の座を奪い、テッド・ヘンドリクス、フィル・ビラピアーノ、モンテ・ジョンソンとユニットを組み3-4ディフェンスの一員となった。この年チームは11勝3敗でAFC西地区優勝を果たしたが、AFCチャンピオンシップゲームでピッツバーグ・スティーラーズに敗れた。
1976年、ホールは全試合に出場し、レギュラーシーズンに、2インターセプトをあげた。さらにピッツバーグ・スティーラーズとのプレーオフではテリー・ブラッドショーのパスをインターセプト、24-7の勝利に貢献した。大学時代慣れ親しんだローズボールで11万人の観衆を集めて行われた第11回スーパーボウルで、ホールは右インサイドラインバッカーとして先発し、第1Q、自陣6ヤードまで攻め込まれた状況でフィル・ヴィラピアーノのヒットでこぼれたボールを1ヤード地点でファンブルリカバー、失点を防いだ。さらに後半19-7の場面で、フラン・ターケントンからアマド・ラシャドを狙ったパスをインターセプト、16ヤードをリターンし、ミネソタ・バイキングスの反撃の目を絶ち、32-14の勝利に貢献した。
1977年、スーパーボウルのリマッチとなった12月11日のバイキングス戦では敵陣2ヤードでファンブルリカバー、そのままタッチダウンをあげた。
1978年、11試合に出場し、この年で現役を引退した。通算5インターセプト、3ファンブルリカバーをあげている。